# Liste der Mitglieder des Landtages Rheinland-Pfalz (3. Wahlperiode)
Liste der Mitglieder des Rheinland-Pfälzischen Landtages (3. Wahlperiode)
Der Rheinland-Pfälzische Landtag bestand in der 3. Wahlperiode von 1955 bis 1959 aus 100 Mitgliedern.

## Zusammensetzung
Bei der Landtagswahl am 15. Mai 1955 gab es folgendes Ergebnis:
| Partei | Prozent | Sitze |
| ------ | ------- | ----- |
| CDU    | 46,8    | 51    |
| SPD    | 31,7    | 36    |
| FDP    | 12,7    | 13    |

## Präsidium
- Präsident: August Wolters (CDU)
- Vizepräsidenten: Franz Bögler (SPD), Fritz-Rudolf Schultz (FDP) 1955–1957, Max Günther Piedmont (FDP) 1957–1959

## Abgeordnete
| Name                                                            | Lebensdaten | Partei | Wahlkreis   | Kommentar                                                             |
| --------------------------------------------------------------- | ----------- | ------ | ----------- | --------------------------------------------------------------------- |
| Ernst Adams                                                     | 1890–1973   | CDU    | Wahlkreis 3 |                                                                       |
| Peter Altmeier                                                  | 1899–1977   | CDU    | Wahlkreis 1 |                                                                       |
| Georg Bauer                                                     | 1900–1983   | SPD    | Wahlkreis 1 |                                                                       |
| Bruno Becher                                                    | 1898–1961   | FDP    | Wahlkreis 1 |                                                                       |
| Johann Beckenbach                                               | 1897–1992   | SPD    | Wahlkreis 5 |                                                                       |
| Adolf Billen                                                    | 1911–1979   | CDU    | Wahlkreis 3 |                                                                       |
| Wilhelm Boden                                                   | 1890–1961   | CDU    | Wahlkreis 1 |                                                                       |
| Franz Bögler                                                    | 1902–1976   | SPD    | Wahlkreis 6 |                                                                       |
| Gerhard Brenner                                                 | 1929–1981   | CDU    | Wahlkreis 6 | eingetreten am 14. August 1956 für Albert Finck                       |
| Heinz Brühne                                                    | 1904–1995   | SPD    | Wahlkreis 5 | ausgeschieden am 16. Oktober 1956                                     |
| Hans Brune                                                      | 1889–1977   | SPD    | Wahlkreis 2 |                                                                       |
| Karl Christoffel                                                | 1895–1986   | CDU    | Wahlkreis 3 |                                                                       |
| Franz Claus                                                     | 1895–1958   | FDP    | Wahlkreis 2 | † 22. März 1958                                                       |
| Carola Dauber                                                   | 1898–1985   | SPD    | Wahlkreis 7 |                                                                       |
| Rudolf Dauber                                                   | 1899–1980   | CDU    | Wahlkreis 4 |                                                                       |
| Michael Dedenbach                                               | 1898–1978   | SPD    | Wahlkreis 1 |                                                                       |
| Jakob Demmerle                                                  | 1897–1968   | CDU    | Wahlkreis 7 |                                                                       |
| Albert Detzel                                                   | 1905–1969   | CDU    | Wahlkreis 6 |                                                                       |
| Jacob Diel                                                      | 1886–1969   | CDU    | Wahlkreis 2 | ausgeschieden am 9. Oktober 1957                                      |
| Josef Dohr                                                      | 1904–1972   | FDP    | Wahlkreis 3 | eingetreten am 1. November 1956 für Erich Wilhelm Sartor              |
| Wilhelm Dröscher                                                | 1920–1977   | SPD    | Wahlkreis 2 | ausgeschieden am 11. Oktober 1957                                     |
| Fritz Ecarius                                                   | 1886–1966   | CDU    | Wahlkreis 6 |                                                                       |
| Albert Finck                                                    | 1895–1956   | CDU    | Wahlkreis 6 | † 3. August 1956                                                      |
| Jockel Fuchs                                                    | 1919–2002   | SPD    | Wahlkreis 5 |                                                                       |
| Willibald Gänger                                                | 1903–1994   | SPD    | Wahlkreis 7 |                                                                       |
| Mathilde Gantenberg                                             | 1889–1975   | CDU    | Wahlkreis 3 | ausgeschieden am 1. Oktober 1957                                      |
| Emil Erwin Gaul                                                 | 1903–1969   | FDP    | Wahlkreis 5 | eingetreten am 16. November 1957 für Fritz-Rudolf Schultz             |
| Emil Geörger                                                    | 1912–1967   | CDU    | Wahlkreis 6 |                                                                       |
| Fritz Glahn                                                     | 1899–1977   | FDP    | Wahlkreis 7 | ausgeschieden am 19. November 1957                                    |
| August Glesius                                                  | 1903–1963   | FDP    | Wahlkreis 6 |                                                                       |
| Amely Goebel                                                    | 1903–1982   | CDU    | Wahlkreis 3 | eingetreten am 11. Oktober 1957 für Mathilde Gantenberg               |
| Otto Groß                                                       | 1901–1981   | FDP    | Wahlkreis 2 | eingetreten am 1. April 1958 für Franz Claus                          |
| Georg Habighorst                                                | 1899–1958   | CDU    | Wahlkreis 1 | † 9. Dezember 1958                                                    |
| Friedrich Wilhelm Hachenberg                                    | 1884–1960   | CDU    | Wahlkreis 1 |                                                                       |
| Karl Haehser                                                    | 1928–2012   | SPD    | Wahlkreis 3 |                                                                       |
| August Hanz                                                     | 1925–2008   | CDU    | Wahlkreis 4 | eingetreten am 11. Oktober 1957 für Paul Kalinowski                   |
| Willi Hartung                                                   | 1910–1986   | SPD    | Wahlkreis 1 |                                                                       |
| Julius Haxel                                                    | 1904–1983   | SPD    | Wahlkreis 4 |                                                                       |
| Heinrich Heege                                                  | 1909–1978   | CDU    | Wahlkreis 1 | eingetreten am 18. Dezember 1958 für Georg Habighorst                 |
| Johannes Christoph Hermann von der Heiden (genannt Hans Rinsch) | 1893–1974   | CDU    | Wahlkreis 2 |                                                                       |
| Franz Heller                                                    | 1900–1970   | CDU    | Wahlkreis 6 |                                                                       |
| Luise Herklotz                                                  | 1918–2009   | SPD    | Wahlkreis 6 | ausgeschieden am 5. Oktober 1957                                      |
| Susanne Hermans-Hillesheim                                      | 1919–2013   | CDU    | Wahlkreis 1 |                                                                       |
| Eugen Hertel                                                    | 1893–1973   | SPD    | Wahlkreis 7 |                                                                       |
| Willy Hitter                                                    | 1905–1966   | SPD    | Wahlkreis 5 |                                                                       |
| Gustav Hülser                                                   | 1887–1971   | CDU    | Wahlkreis 6 |                                                                       |
| Paul Kalinowski                                                 | 1893–1968   | CDU    | Wahlkreis 4 | ausgeschieden am 2. März 1957                                         |
| Eduard Kern                                                     | 1900–1966   | FDP    | Wahlkreis 6 | in SPD eingetreten am 10. November 1958                               |
| Friedrich Klein                                                 | 1899–1961   | SPD    | Wahlkreis 2 |                                                                       |
| Werner Klein                                                    | 1914–1964   | FDP    | Wahlkreis 4 | eingetreten am 3. Januar 1959 für Wilhelm Nowack                      |
| Jakob Kluding                                                   | 1898–1983   | CDU    | Wahlkreis 6 |                                                                       |
| Lucie Kölsch                                                    | 1919–1997   | SPD    | Wahlkreis 5 | eingetreten am 14. März 1957 für Günter Markscheffel                  |
| Hans König                                                      | 1916–1999   | SPD    | Wahlkreis 3 |                                                                       |
| Heinz Korbach                                                   | 1921–2004   | CDU    | Wahlkreis 1 |                                                                       |
| Clemens Kost                                                    | 1903–1973   | CDU    | Wahlkreis 2 | eingetreten am 14. Oktober 1957 für Jacob Diel                        |
| Karl Kuhn                                                       | 1898–1968   | SPD    | Wahlkreis 2 |                                                                       |
| Ernst Kunkel                                                    | 1924–1963   | CDU    | Wahlkreis 5 | eingetreten am 3. Oktober 1957 für Josef Schlick                      |
| Maxim Kuraner                                                   | 1901–1978   | SPD    | Wahlkreis 6 |                                                                       |
| Georg Lebert                                                    | 1897–1974   | SPD    | Wahlkreis 5 | eingetreten am 19. Oktober 1956 für Heinz Brühne                      |
| Ernst Lorenz                                                    | 1901–1980   | SPD    | Wahlkreis 6 |                                                                       |
| Max Lotz                                                        | 1919–1992   | FDP    | Wahlkreis 1 |                                                                       |
| Hans Lutwitzi                                                   | 1918–1999   | CDU    | Wahlkreis 7 |                                                                       |
| Günter Markscheffel                                             | 1908–1990   | SPD    | Wahlkreis 5 | ausgeschieden am 13. März 1957                                        |
| Willibald Martenstein                                           | 1903–1998   | FDP    | Wahlkreis 5 |                                                                       |
| Wilhelm Maschke                                                 | 1894–1958   | SPD    | Wahlkreis 2 | eingetreten am 14. Oktober 1957 für Wilhelm Dröscher † 24. April 1958 |
| Hermann Matthes                                                 | 1901–1976   | CDU    | Wahlkreis 5 |                                                                       |
| Adolf Merz                                                      | 1903–1987   | SPD    | Wahlkreis 6 |                                                                       |
| Otto Mockenhaupt                                                | 1912–1972   | SPD    | Wahlkreis 1 |                                                                       |
| Herbert Müller                                                  | 1900–1994   | SPD    | Wahlkreis 6 |                                                                       |
| Walter Müller                                                   | 1918–1988   | SPD    | Wahlkreis 6 |                                                                       |
| Hanns Neubauer                                                  | 1905–2003   | CDU    | Wahlkreis 2 |                                                                       |
| Wilhelm Nowack                                                  | 1897–1990   | FDP    | Wahlkreis 4 | ausgeschieden am 19. Dezember 1958                                    |
| Werner Peters                                                   | 1906–1990   | CDU    | Wahlkreis 1 |                                                                       |
| Heinrich Alexius Pickel                                         | 1883–1964   | CDU    | Wahlkreis 1 |                                                                       |
| Max Günther Piedmont                                            | 1916–1989   | FDP    | Wahlkreis 3 |                                                                       |
| Clemens Platten                                                 | 1893–1971   | CDU    | Wahlkreis 2 |                                                                       |
| Ludwig Reichling                                                | 1889–1964   | CDU    | Wahlkreis 6 |                                                                       |
| Albert Reinhard                                                 | 1916–2015   | FDP    | Wahlkreis 7 | ausgeschieden am 18. Juni 1958                                        |
| Johannes Baptist Rösler                                         | 1922–2009   | CDU    | Wahlkreis 5 |                                                                       |
| Ignaz Roth                                                      | 1894–1972   | SPD    | Wahlkreis 7 |                                                                       |
| Adolf Wilhelm Rothley                                           | 1920–1971   | SPD    | Wahlkreis 7 |                                                                       |
| Julius Rüb                                                      | 1886–1968   | SPD    | Wahlkreis 7 |                                                                       |
| Ludwig Rupertus                                                 | 1911–1991   | CDU    | Wahlkreis 7 |                                                                       |
| Erich Wilhelm Sartor                                            | 1909–1986   | FDP    | Wahlkreis 3 | ausgeschieden am 31. Oktober 1956                                     |
| Otto Sassenroth                                                 | 1924–1985   | SPD    | Wahlkreis 4 |                                                                       |
| Julius Saxler                                                   | 1916–1996   | CDU    | Wahlkreis 3 |                                                                       |
| August Schäfer                                                  | 1890–1977   | SPD    | Wahlkreis 6 | eingetreten am 8. Oktober 1957 für Luise Herklotz                     |
| Ludwig Schlemmer                                                | 1895–1967   | CDU    | Wahlkreis 4 | eingetreten am 12. Oktober 1957 für Alois Zimmer                      |
| Josef Schlick                                                   | 1895–1977   | CDU    | Wahlkreis 5 | ausgeschieden am 26. September 1957                                   |
| Otto Schmidt                                                    | 1899–1969   | SPD    | Wahlkreis 4 |                                                                       |
| Fritz Schneider                                                 | 1916–2006   | FDP    | Wahlkreis 7 | eingetreten am 25. Juni 1958 für Albert Reinhard                      |
| Wilhelm Schneider                                               | 1913–1995   | SPD    | Wahlkreis 2 | eingetreten am 1. Mai 1958 für Wilhelm Maschke                        |
| Max Schuler                                                     | 1893–1967   | CDU    | Wahlkreis 7 |                                                                       |
| Fritz-Rudolf Schultz                                            | 1917–2002   | FDP    | Wahlkreis 5 | ausgeschieden am 11. November 1957                                    |
| Ludwig Schuster                                                 | 1907–1976   | CDU    | Wahlkreis 6 |                                                                       |
| Hermann Seibel                                                  | 1903–1964   | CDU    | Wahlkreis 7 |                                                                       |
| Elfriede Seppi                                                  | 1910–1976   | SPD    | Wahlkreis 1 |                                                                       |
| Karl Josef Simonis                                              | 1902–1983   | CDU    | Wahlkreis 2 |                                                                       |
| Oskar Stübinger                                                 | 1910–1988   | CDU    | Wahlkreis 7 |                                                                       |
| Hubert Teschner                                                 | 1894–1969   | CDU    | Wahlkreis 1 |                                                                       |
| Hubert Thome                                                    | 1892–1970   | CDU    | Wahlkreis 3 |                                                                       |
| Rudolf Tönges                                                   | 1894–1968   | CDU    | Wahlkreis 4 |                                                                       |
| Otto van Volxem                                                 | 1913–1994   | CDU    | Wahlkreis 3 |                                                                       |
| Heinrich Völker                                                 | 1900–1975   | SPD    | Wahlkreis 5 |                                                                       |
| Fritz Volkemer                                                  | 1907–1974   | SPD    | Wahlkreis 7 |                                                                       |
| August Wacker                                                   | 1902–1963   | CDU    | Wahlkreis 1 |                                                                       |
| Valentin Wallauer                                               | 1899–1982   | FDP    | Wahlkreis 2 |                                                                       |
| Nikolaus Weis                                                   | 1905–1971   | CDU    | Wahlkreis 3 |                                                                       |
| Jakob Werle                                                     | 1914–1993   | CDU    | Wahlkreis 2 |                                                                       |
| Wilhelm Westenberger                                            | 1903–1980   | CDU    | Wahlkreis 5 |                                                                       |
| Ernst Jakob Wetzel                                              | 1887–1969   | CDU    | Wahlkreis 5 |                                                                       |
| Fritz Wilms                                                     | 1900–1976   | FDP    | Wahlkreis 7 | eingetreten am 26. November 1957 für Fritz Glahn                      |
| Paul Wingendorf                                                 | 1914–1995   | CDU    | Wahlkreis 1 |                                                                       |
| Johannes Wolf                                                   | 1885–1961   | CDU    | Wahlkreis 6 |                                                                       |
| Maria Wolf                                                      | 1900–1980   | SPD    | Wahlkreis 3 |                                                                       |
| Paul Wolf                                                       | 1920–1977   | SPD    | Wahlkreis 6 |                                                                       |
| August Wolters                                                  | 1903–1990   | CDU    | Wahlkreis 3 |                                                                       |
| Alois Zimmer                                                    | 1896–1973   | CDU    | Wahlkreis 4 | ausgeschieden am 9. Oktober 1957                                      |